# John Seymour Chaloner
John Seymour Chaloner (* 5. November 1924; † 9. Februar 2007 in London Borough of Wandsworth) war ein britischer Journalist, Verleger, Schriftsteller und Illustrator. In Deutschland ist er vor allem als einer der „Geburtshelfer“ des Nachrichtenmagazins Der Spiegel bekannt. Man hat ihn auch als „Vater der Pressefreiheit im Nordwesten Deutschlands“ bezeichnet.

## Leben und Wirken
Chaloner stammte aus einer Familie von Journalisten. Sein Vater war Chefredakteur einer Tageszeitung; seine Mutter gab die Zeitschriften Parents, Ideal Home und Woman’s Magazine heraus. Chaloner selbst begann bereits 1939, bei der Zeitschrift Boy’s Own Paper mitzuarbeiten. Während des Zweiten Weltkrieges meldete er sich freiwillig zur Armee. Er wurde von der Militärakademie Sandhurst angenommen und als Offizier zu der Panzereinheit Westminster Dragoons abkommandiert. Chaloner nahm an der Landung in der Normandie und den folgenden Kämpfen in Frankreich, den Niederlanden und Deutschland als Kommandeur eines Sherman Minenräumpanzers teil.
Mit dem Kriegsende bewarb sich Chaloner erfolgreich um eine Abstellung zum Public Relations and Information Services Control (PRISC), einer Einheit, die im Auftrag des Foreign Office Presse, Theater, Radio und Kino in der Britischen Besatzungszone Deutschlands wiederaufbauen sollte. Während er ab Januar 1946 die Presse in Hannover beaufsichtigte und Lizenzen für Zeitungen vergab, tat er sich im März 1946 mit zwei weiteren britischen Offizieren, dem tschechischen Emigranten Harry Bohrer und dem deutschen Emigranten Henry Ormond zusammen, um ein politisches Wochenmagazin nach dem Vorbild des Time Magazins aufzubauen. Die Zeitschrift erschien im November und Dezember 1946 unter dem Titel Diese Woche mit Bohrer als kommissarischem Chefredakteur. Als das Foreign Office auf Grund kritischer Artikel die Einstellung der Zeitschrift anordnete und Chaloner vorgehalten wurde, er habe seine Kompetenzen überschritten und müsse sich vom Magazin zurückziehen, übergaben Chaloner und Bohrer das Magazin an einen ihrer Redakteure und Protegés, Rudolf Augstein, der es als Herausgeber und Chefredakteur unter dem Titel Der Spiegel neu herausbrachte.
Chaloner arbeitete daraufhin zunächst in der Öffentlichkeitsarbeit von Feldmarschall Bernard Montgomery. Zurück in Großbritannien gründete er seinen eigenen Verlag Seymour Press, der vor allem Publikationen aus dem Ausland vertrieb. Er arbeitete weiterhin mit Augstein zusammen und vertrieb den Spiegel in Großbritannien, nahm ihm aber dauerhaft übel, dass Augstein 1950 eine finanzielle Kompensation für die britischen Offiziere ablehnte, die ihm die einträgliche Presselizenz gewährt hatten. Chaloner war der Auffassung, dass nicht zuletzt auf seinem Engagement der Wohlstand Augsteins beruhte. In den 1990ern wurde eine Einigung gefunden, wonach Chaloner am Gewinnbeteiligungssystem des Spiegels beteiligt wurde und zwar ausgehend von einer Zugehörigkeit seit 1946. Dadurch erhielt er jedes Jahr eine Summe in fünfstelliger Höhe.
1956 veröffentlichte Chaloner seinen ersten Roman, und zwischen 1958 und 1975 schrieb und illustrierte er sechs Kinderbücher. Chaloner kaufte außerdem eine Farm in Sussex, wo er Milchkühe züchtete und einen Weinberg anlegte. Als er sich eigentlich zur Ruhe setzen wollte, warb man ihn als Herausgeber für diverse Wirtschaftsmagazine wie Director an.
1990 erhielt Chaloner das Bundesverdienstkreuz 1. Klasse für seine Verdienste um die deutsch-britischen Beziehungen.

## Werke
- Bottom line, London 1984.
- The Eager Beaver. A novel. London 1963.
- Three for the road. London 1956.
- To the manner born. London 1978.
  - zu dt.: Mit Fuchs, Fasan und Pferden. Die amüsanten Erlebnisse eines Städters, der auszog, den Landadel zu entdecken. Hamburg 1982.

- To Europe with love. London 1984.
- als Jon Chalon: The House next door. London 1967.
  - The Story of the Green Bus, etc. London 1958.